# Mylomys
Mylomys är ett släkte gnagare i familjen råttdjur (Muridae).
Släktet utgörs av två arter.
- Mylomys dybowskii förekommer från Guinea till Kenya och Tanzania men populationen är uppdelat.
- Mylomys rex är bara känd från sydvästra Etiopien. Djurets status som art är omstridd.

## Beskrivning
Dessa gnagare når en kroppslängd (huvud och bål) av 12 till 19 cm, en svanslängd av 10 till 18 cm och en vikt mellan 50 och 190 gram. De har en jämförelsevis lång päls som är gulgrå på ovansidan och gulvit på buken. Pälsen på ryggen har ibland en blågrön skugga. Vid händer och fötter finns bara tre full utvecklade tår. Kännetecknande är fåror i de övre framtänderna.
Habitatet utgörs av fuktiga gräsmarker från låglandet till 2 400 meter över havet. Individerna är främst aktiva på dagen och äter gräs, blad och starr.
IUCN listar M. dybowskii som livskraftig (LC) och M. rex med kunskapsbrist (DD).